# E62
La ruta europea E62 és una carretera que forma part de la Xarxa de carreteres europees. Comença a Nantes (França) i finalitza a Gènova (Itàlia). Té una longitud aproximada de 1269 km i una orientació d'est a oest. Passa per França, Suïssa i Itàlia.

La ruta E62 prop de Gènova (Itàlia).